# كيرلي ماني
كيرلي ماني (بالإنجليزية: Curley Money)‏ هو مغني وموسيقي أمريكي، ولد في 20 مارس 1925 في ألاباما في الولايات المتحدة، وتوفي في 23 ديسمبر 2003 في كولومبوس في الولايات المتحدة.

## وصلات خارجية
- كيرلي ماني على موقع ميوزك برينز (الإنجليزية)
- كيرلي ماني على موقع أول ميوزيك (الإنجليزية)
- كيرلي ماني على موقع ديسكوغز (الإنجليزية)